# Malaysia Open Grand Prix Gold 2010
Der Malaysia Open Grand Prix Gold 2010 im Badminton fand vom 6. bis 11. Juli 2010 in Johor Bahru statt.

## Austragungsort
- Johor Bahru City Stadium, Johor Bahru

## Finalergebnisse
| Disziplin    | Sieger                                            | Finalist                                | Ergebnis            |
| ------------ | ------------------------------------------------- | --------------------------------------- | ------------------- |
| Herreneinzel | Lee Chong Wei                                     | Wong Choong Hann                        | 21–8, 14–21, 21–15  |
| Dameneinzel  | Yip Pui Yin                                       | Zhou Mi                                 | 21–16, 14–21, 21–19 |
| Herrendoppel | Hendra Setiawan Markis Kido                       | Hendra Gunawan Alvent Yulianto          | 8–21, 21–17, 21–12  |
| Damendoppel  | Duanganong Aroonkesorn Kunchala Voravichitchaikul | Ng Hui Ern Ng Hui Lin                   | 12–21, 21–17, 21–13 |
| Mixed        | Devin Lahardi Fitriawan Liliyana Natsir           | Sudket Prapakamol Saralee Thungthongkam | 13–21, 21–16, 21–17 |